# 鄭獻甫
鄭獻甫（1801年—1872年），原名存紵，字獻甫，號小谷，廣西象州壯族人，清代教育家、经学家、诗人、学者。道光十五年（1835年）中进士，任刑部主事。一年二个月后，以双亲年老乞养为由，辞官回乡。其後主講於兩廣多家书院，有“岭南才子”和“两粤宗师”之称。